# Терція (шикування)

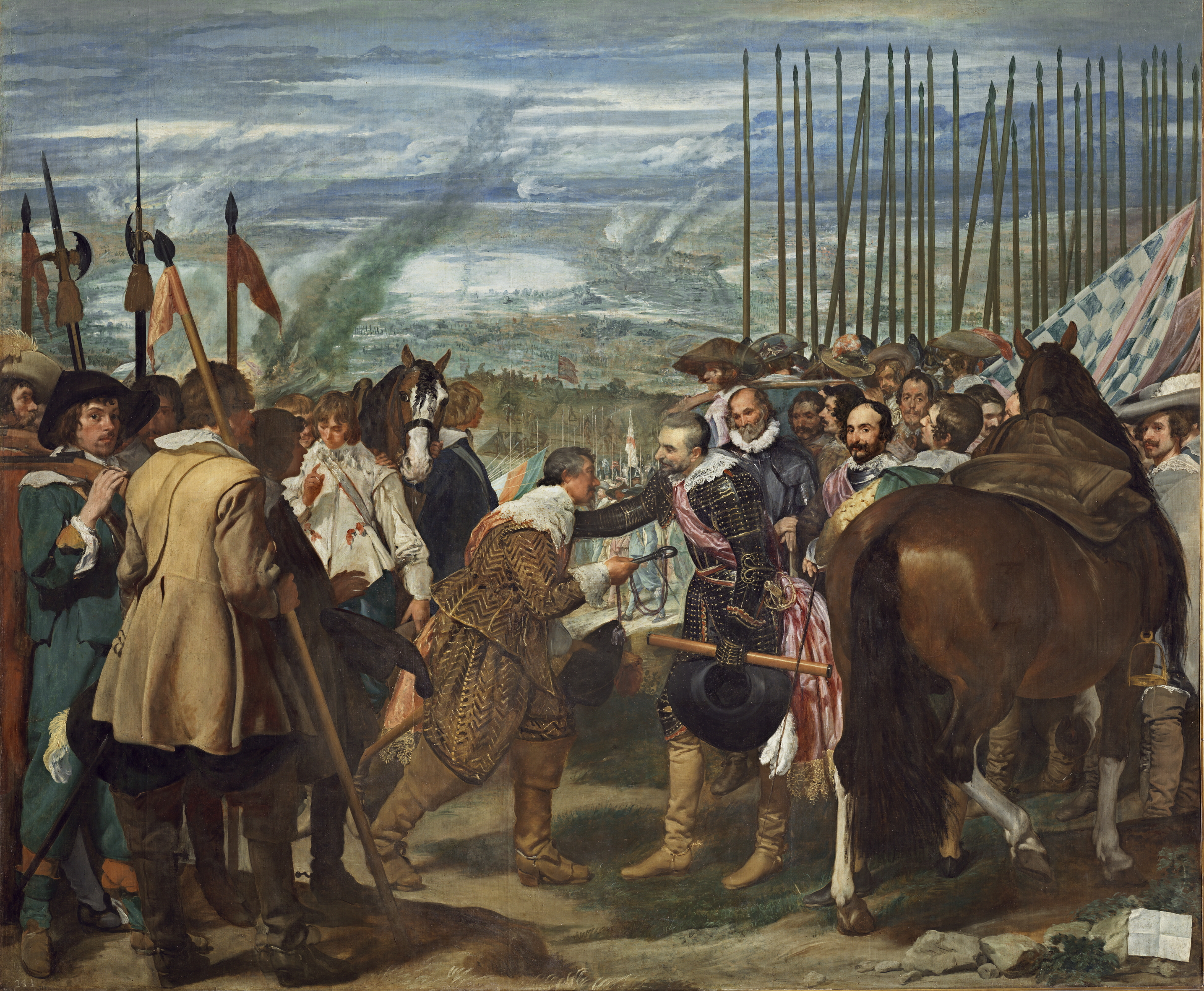
Здача Бреди Веласкеса, показує як Амброзіо Спінола, командувач Іспанської терції отримує ключі до міста від переможеного Нідерландського генерала у 1625 році.

Те́рція (від ісп. tercio — «третина») або іспанська терція (ісп. tercio español) — іспанське піхотне шикування, яке використовувалося у часи домінування в Європі Габсбурзької Іспанії протягом раннього нового періоду.
Терція була адміністративною одиницею із командуванням до 3000 солдатів, розділених початково на десять, пізніше дванадцять компаній (ісп. compañías), які складалися з пікінерів, мечників-родельєрос та аркебузирів або мушкетерів. Ці компанії розгорталися в бою і були додатково поділені на підрозділи з тридцяти солдатів. Ці дрібні підрозділи могли бути розгорнуті окремо або разом, задля того, щоб сформувати стрій, який іноді називають «іспанський квадрат». Ці потужні піхотні квадрати також часто використовувалися іншими європейськими державами, особливо в Цісарській Армаді Священної Римської імперії.
Турбота, яку виявляли для підтримки великої кількості «старих солдатів» (ветеранів) у підрозділах та їх професійна підготовка, разом з особистим обов'язком накладеним гордістю ідальго нижчої шляхти, які їх утримували, зробили терції на півтора століття кращою піхотою у Європі. Крім того, терції були першими, хто досяг ефективної комбінації пік та вогнепальної зброї. Компанії терцій домінували на європейських полях битв в шістнадцятому та в першій половині сімнадцятого століття і розглядаються істориками як основний етап розвитку Ранньої нової тактики спільнодії родів військ.

## Історія

Бургундський хрест був прийнятий як символ терцій та Іспанської імперії.

Використання щільного строю пікінерів іспанськими арміями розпочалось у Гранадській війні. Протягом Італійських воєн, під керівництвом іспанського генерала Гонсало Фернандеса де Кордоба, прізвисько «Великий капітан», розвинулась система комбінованих груп пікінерів, аркебузирів і мечників (родельєрос). Конфлікти наприкінці XV і на початку XVI століття перетворилися в тактично унікальне поєднання комбінацій зброї зосереджену навколо латної піхоти. Для протидії французькій важкій кавалерії, командувач міг теоретично мати до 6 000 вояків, але до 1534 року цю чисельність було знижено до терції із максимумом у 3 000.
Армії, які використовували компанії терції чисельністю до 300 вояків, загалом, намагались розгортати їх у складі бригад з хоча б трьох таких, при шикуванні однієї попереду і дві позаду. Так утворювались задні формації, які були ешелоновані на обидва боки таким чином, що стрій називався колунелла або полк (ісп. colunella), яким командував колонель або полковник (ісп. colonel). Іспанські терції рідко мали понад 1500 осіб. Їх називали терції, що означає «третини», тому що вони, в теорії, початково мали складатися з 1/3 пікінерів, 1/3 мечників і 1/3 вогнепальних стрільців. Згодом, було зменшено кількість мечників. Єдиною терцією, яка мала 3 000 осіб, була Галерна терція (ісп. Tercio de Galeras), призначена тільки для розгортання на галерах та галеонах і спеціалізована на морських та десантних операціях. Вона була створена у 1537 році королівським указом для іспанських флотів у Середземномор'ї, сьогоднішнім її нащадком себе вважає морська піхота Іспанії.

## Склад і характеристики

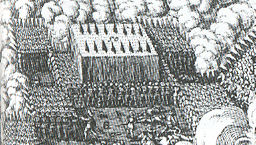
Терція у «бастіонному квадраті», під час битви

Хоча інші країни також взяли терції на озброєння, їх армії не виправдали страшної репутації іспанців, які мали у своєму розпорядженні ядро з професійних солдатів, що надавало їм перевагу та було важкодосяжним для інших держав. Ця структура війська була доповнена «арміями різних країн», посилання на той факт, що велика частина військ формувалася на основі найманців з Німеччини (ландскнехти), італійських та валлонських територій Іспанських Нідерландів, як це було характерним для європейської війни, аж до Наполеонівських воєн. Проте, у XVI та XVII століттях ядро іспанських армій становили власні піддані, яких поважали та вихваляли за їх злагодженість, перевагу у дисципліні й загальний професіоналізм.

### Шикування

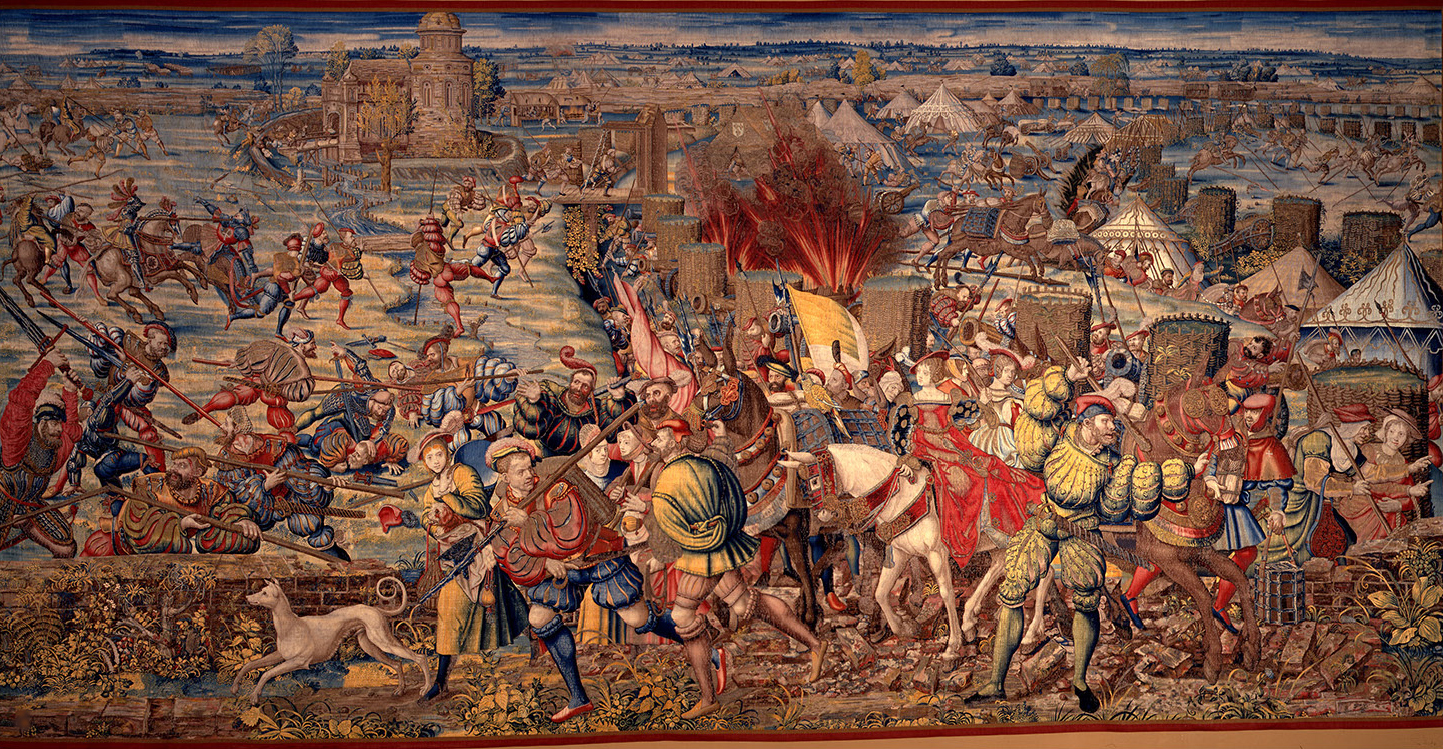
Битва при Павії (1525)

У терції, ряди пікінерів шикувалися разом у порожнистий квадрат пік (ісп. cuadro) із мечниками — зазвичай, озброєними коротким мечем, баклером і дротиками — всередині; зі зростанням ефективності вогнепальної зброї, роль фехтувальників знижувалася і від них поступово відмовилися. Аркебузири (пізніше, мушкетери) зазвичай поділялися на декілька мобільних груп, званих рукавами (ісп. mangas) й розгорнутих відносно cuadro, типово з однією manga на кожен кут. Перевагою такого підходу комбінації зброї була можливість одночасного використання стійкості пікінерної піхоти, дистанційної вогневої моці аркебузирів і можливості проводити штурми за допомогою мечників із ручними щитами. На додачу до своєї вродженої здатності ефективно відбити кінноту й інші підрозділи вздовж її фронту, дистанційна вогнева міць її аркебузерів також могла бути легко переформована на фланги, що робило його універсальним як у наступальних, так і в оборонних діях, що було продемонстровано успіхом терцій у битві при Павії (1525).
Групи терцій, зазвичай, шикували у формації зубів дракона (у шаховому порядку, з порівнянням переднього краю одного підрозділу з заднім краєм попереднього підрозділу; подібно до концепту їжакової оборони). Це дозволяло енфілядні лінії вогню і деякою мірою дефілядувало власні підрозділи армії. Непарні підрозділи чергувалися з парними підрозділами, відповідно, один вперед і один назад, забезпечуючи прогалини для необережного ворога для входу та обходу себе, де він став би піддаватися сумарному прямому і поздовжньому перехресному вогню зі зброї трьох окремих терцій. З моменту свого створення, формації терцій повинні були координувати свої польові операції з кіннотою.

### Командування терції

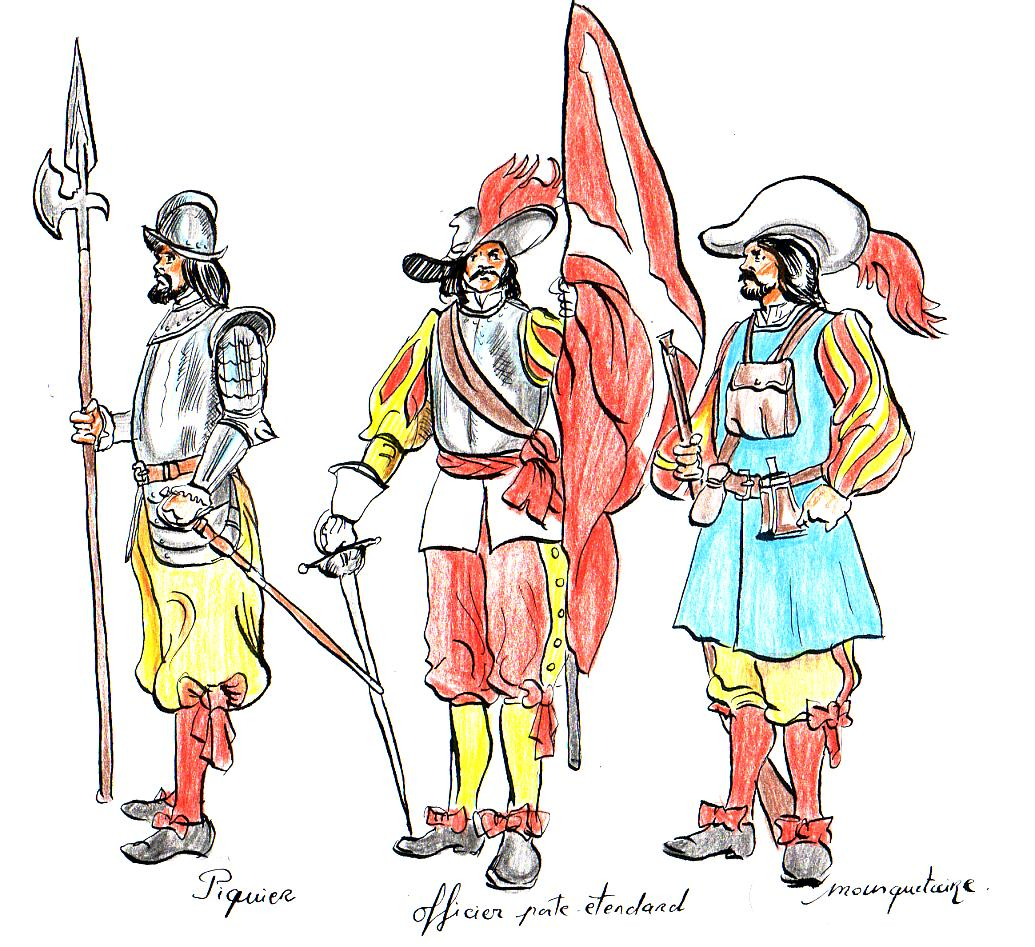
Офіцери терції: алебардник, альферез та аркебузер

Відповідно до військової організації сьогодення, терцію очолював польовий командувач, призначений королем як наказний офіцер і який охоронявся вісьмома алебардниками. Його помічниками були сержант-майор та фур'єр-майор, який опікувався логістикою та озброєнням, з компаніями (ротами), якими командували капітани, яких також призначав король, з альферезами (прапороносцями), які опікувалися знаменами компанії.
Компанії мали сержантів, фур'єрів та капралів. Сержанти виконували обов'язки командира чоти (роти\компанії) і передавали накази капітана своїм солдатам; Фур'єри мали обов'язком забезпечити необхідну зброю та боєприпаси, а також додаткових людей для рот\компаній; а капрали, які очолювали групи з 25 осіб (подібно до сьогоднішніх взводів), завжди виконували накази капітана і повідомляли його про можливі випадки безладу в підрозділі.
Кожна рота мала корпус барабанів, який складався з барабанщиків і п'ятдесятників, що озвучували завдання в бою, при цьому барабанний майор та файф-майор забезпечувалися штабом терції.
До складу персоналу Терції входили медичний компонент (до складу якого входили професійний медик, перукар та хірурги), капелани та проповідники, судова частина, а також військові констеблі, що відповідали за виконання наказів. Усі вони безпосередньо звітували перед Мейстером де кампо.

### Організація
Терціо, які спочатку служили в Італії та Іспанських Нідерландах, були організовані в:
- 10 рот із 300 на чолі з капітанами, в яких
  - 8 були компаніями пікінерів і
  - 2 були з аркебузирів

Пізніше роти скоротилися до 250-чисельних підрозділів.
Під час акцій у Нідерландах Терції були реорганізовані у три полки (Colonelías) на чолі з полковниками (попередник сьогоднішніх батальйонів), але підрозділені на ті самі 12 компаній з 250, дві з яких аркебузирів та 10 пікенів. Полковники також мали призначатися монархом.

### Терціїта Іспанська імперія
За часів правління Габсбургів Терції були розгорнуті по всій Європі. Вони складалися з добровольців і створювалися навколо ядра професійних солдатів, які були добре навчені. Дещо пізніше терції почали відходити від добровільної моделі регулярної армії Іспанської імперії — коли Габсбурзький король Філіп II зазнав потреби більшої кількості сил, він утворив терцію Каталонських злочинців для боротьби у Фландрії, цю тенденцію він продовжував з більшістю каталонських злочинців до кінця свого правління. Значна частка іспанської армії (яка до другої половини 16 століття повністю складалася з підрозділів терцій: Савойська Терція, Терція Сицілії) було розгорнуто в Нідерландах для придушення дедалі складнішого повстання проти Габсбургів. Як не дивно, багато підрозділів іспанських терцій стали частиною проблеми, а не рішенням, коли прийшов час платити їм: оскільки іспанська скарбниця була виснажена постійними війнами, підрозділи часто бунтували. Наприклад, у квітні 1576 року, відразу після великої перемоги, неоплачені «терції» збунтувалися й зайняли місто Антверп, погрожуючи знищити його, якщо їхні вимоги не будуть виконані. Бувши повністю залежним від своїх військ, іспанський полководець міг лише підкоритися.

### Спеціалізованітерції
24 лютого 1537 року була створена Tercio de Galeras (Терція Галер), яка вважається першим морським підрозділом в історії. Сьогодні Real Infantería de Marina (Морська піхота Іспанії) вважає себе нащадком цього підрозділу. Також були інші підрозділи Флотських терцій, наприклад Tercio Viejo de Armada (Стара флотська терція) або Tercio Fijo de la Mar de Nápoles (Постійна терція моря Неаполя). Такі спеціалізовані підрозділи були потрібні для тривалої війни з Османською імперією по всьому Середземному морю.

### Правила іменування
Більшість терцій отримали назви відповідно до місця, де вони були розквартировані або вперше розгорнуті: до прикладу Tercio de Sicilia, de Lombardía, de Nápoles (Терція Сицілії, Ломбардії, Неаполя) і так далі. Деякі інші терції були названі на честь свого командувача, наприклад Tercio de Moncada за її командувачем Мігелем де Монкада (чиїм найвідомішим солдатом був Мігель де Сервантес). Деякі терції були названі за їх основною функцією, наприклад Galeras або Viejo de Armada. Деякі інші були названі на честь району їх вербування.

## Португальськітерції

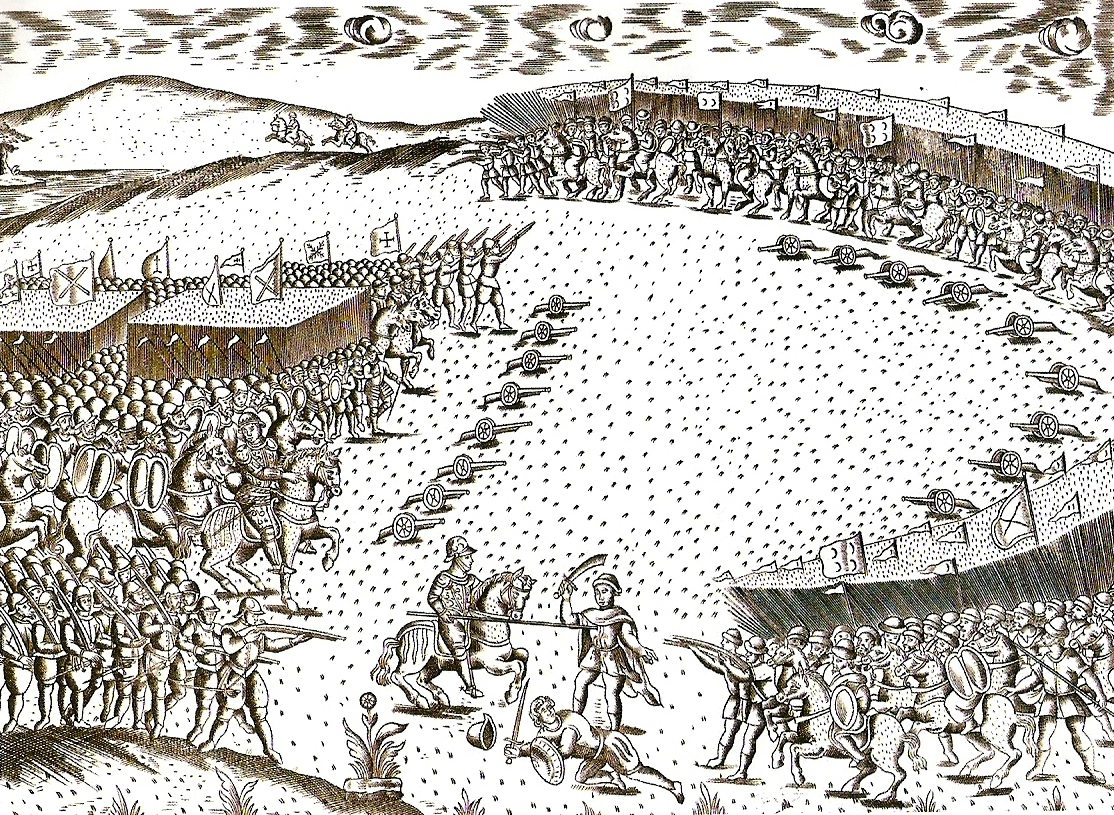
Португальська терція у битві при Алькасер-Кібір (1578)

Португалія запровадила іспанську модель терцій у XVI столітті, називаючи їх terço. У 1578 році, під час реорганізації Португальської армії королем Себастьяном, були створені чотири терції: Терція Лісабону, Терція Ештремадури, Терція Алентежу та Терція Алгарве. Кожна мала близько 2000 осіб, сформованих у вісім компаній.
Піхота армії, організована для експедиції до Марокко в 1578 році складалася з цих чотирьох терцій разом із Терцією авантюристів (повністю складалася з молодих шляхтичів), трьох найманих терцій (німецької, італійської та кастильської), а також підрозділу елітних шарпшутерів португальського гарнізону в Танжері. Це були португальські сили, які билися у битві при Елькасер-Кебір.
Під час унії з Іспанською короною, від 1580 до 1640 Португалія підтримувала організацію терцій, хоча армія занепала. Декілька іспанських терцій були направлені до Португалії; головна з них — іспанська піхота Терції міста Лісабон, займала головні фортеці португальської столиці. Терція флоту корони Португалії, пращур сучасної морської піхоти Португалії, була створена в цей час.
Після відновлення Португальського суверенітету в 1640 році, армія була реорганізована королем Жуаном IV. Терції залишилися основними підрозділами португальської піхоти. Були організовані два типи терцій: платні терції (постійні підрозділи першої лінії) та допоміжні терції (частини ополчення другої лінії). Португалія виграла Реставраційну війну за допомогою цих терцій.
Наприкінці XVII століття, терції вже були організовані, як сучасні полки. Однак, терції першої лінії були перетворені на полки лише в 1707 році, під час Війни за іспанську спадщину — після того, як іспанські терції були перетворені на полки в 1704 році. Терції другої лінії були перетворені на полки ополчення лише в 1796 році. Деякі старі терції є прямими попередниками сучасних полків португальського війська.

## Відомі битви

### Перемоги
- Павія
- Мюльберг
- Лепанто
- Битва на Білій Горі
- Битва при Нердлінгені

### Поразки
- Облога Кастельнуово
- Облога Кінсейле[en]
- Рокруа